# Holtmeerschloot
Der Holtmeerschloot ist ein Schloot auf dem Gebiet der Stadt Aurich im niedersächsischen Landkreis Aurich in Ostfriesland. Er entspringt 800 Meter südöstlich von Middels-Osterloog und mündet rund 550 Meter südöstlich im Norder Tief der Harle.